# Асоціація футболу Полтавщини
Асоціація футболу Полтавщини — керівний футбольний орган Полтавської області. Входить до Української асоціації футболу.
Наприкінці 2017 року організація реорганізувалась як Федерація футболу Полтавщини шляхом виключення з колективних членів команд, які беруть участь у професіональному футболі, тобто «Ворскли» (Полтава), «Гірник-Спорту» (Горішні Плавні), ФК «Полтава», «Кременя» (Кременчук). Нова організація замінила колишню Федерацію футболу Полтавської області.
6 листопада 2019 року на ІІ черговій конференції ГС «Федерація футболу Полтавщини» був винесений проєкт рішення про перейменування «Федерації футболу Полтавщини» на «Асоціацію футболу Полтавщини» по аналогії з УАФ (Українська асоціація футболу) і внесення відповідних змін до Статуту. За це рішення одноголосно проголосували всі присутні делегати, тож організація стала офіційно називатися «Громадська спілка "Асоціація футболу Полтавщини"» (АФП).

## Попередні переможці
| - 1938 ПВАТУ (1) - 1939 не проводився - 1940 не проводився - 1941-44 Друга світова війна - 1945 не проводився - 1946 «Спартак» (Полтава) (1) - 1947 «Динамо» (Полтава) (1) - 1948 «Дзержинець» (Кременчук) (1) - 1949 «Локомотив» (Полтава) (1) - 1950 «Локомотив» (Полтава) (2) - 1951 «Спартак» (Полтава) (2) - 1952 «Дзержинець» (Кременчук) (2) - 1953 «Локомотив» (Полтава) (3) - 1954 «Локомотив» (Полтава) (4) - 1955 «Дзержинець» (Кременчук) (3) - 1956(в) «Енергія» (Полтава) (1) - 1956(о) «Колгоспник» (Полтава) (1) - 1957 «Локомотив» (Полтава) (5) - 1958 «Локомотив» (Полтава) (6) - 1959 «Колгоспник» (Хорол) (1) - 1960 «Локомотив» (Полтава) (7) - 1961 «Локомотив» (Полтава) (8) | - 1962 «Дніпро» (Кременчук) (1) - 1963 «Стріла» (Полтава) (1) - 1964 «Зірка» (Полтава) (1) - 1965 «Вагонобудівник» (Кременчук) (4) - 1966 «Супутник» (Полтава) (1) - 1967 «Супутник» (Полтава) (2) - 1968 «Супутник» (Полтава) (3) - 1969 «Супутник» (Полтава) (4) - 1970 «Вагонобудівник» (Кременчук) (5) - 1971 «Промінь» (Полтава) (1) - 1972 «Супутник» (Полтава) (5) - 1973 «Металург» (Кременчук) (1) - 1974 «Супутник» (Полтава) (6) - 1975 «Буревісник» (Полтава) (1) - 1976 «Буревісник» (Полтава) (2) - 1977 «Супутник» (Полтава) (7) - 1978 «Металург» (Кременчук) (2) - 1979 «Металург» (Кременчук) (3) - 1980 «Локомотив» (Полтава) (9) - 1981 «Супутник» (Полтава) (8) - 1982 «Кооператор» (Полтава) (1) - 1983 «Зірка» (Лубни) (1) | - 1984 «Автомобіліст» (Полтава) (1) - 1985 «Мотор» (Полтава) (1) - 1986 «Мотор» (Полтава) (2) - 1987 «Автомобіліст» (Полтава) (2) - 1988 «Автомобіліст» (Полтава) (3) - 1989 «Автомобіліст» (Полтава) (4) - 1990 «Автомобіліст» (Полтава) (5) - 1991 «Псел» (Гадяч) (1) - 1992 «Нафтохімік» (Кременчук) (1) - 1993 «Локомотив» (Гребінка) (1) - 1994 «Локомотив» (Гребінка) (2) - 1995 «Велта» (Полтава) (1) - 1996 «Локомотив» (Гребінка) (3) - 1997 «Псел» (Гадяч) (2) - 1998 «Псел» (Гадяч) (3) - 1999 «Псел» (Гадяч) (4) - 2000 «Псел» (Гадяч) (5) - 2001 ФК «Пирятин» (1) - 2002 «ЗемляК» (Миргород) (1) - 2003 «ЗемляК» (Миргород) (2) - 2004 «Кремінь» (Кременчук) (2) - 2005 «Кремінь» (Кременчук) (3) | - 2006 ФК «Велика Багачка» (1) - 2007 ФК «Велика Багачка» (2) - 2008 ФК «Велика Багачка» (3) - 2009 ФК «Велика Багачка» (4) - 2010 ФК «Велика Багачка» (5) - 2011 «Темп» (Градизьк) (1) - 2012 «Нове Життя» (Андріївка) (1) - 2013 «Нове Життя» (Андріївка) (2) - 2014 СК «Полтава» (1) - 2015 ФК «Рокита» (1) - 2016 «Олімпія» (Савинці) (1) - 2017 «Олімпія» (Савинці) (2) - 2018 «Олімпія» (Савинці) (3) - 2019 «Олімпія» (Савинці) (4) - 2020 «Олімпія» (Савинці) (5) - 2021 КЛФ (1) - 2022 «Стандарт» (Нові Санжари) (1) - 2023 «Олімпія» (Савинці) (6) - 2024 ФК «Рокита» (2) |

### Найтитулованіші клуби
- 9 — «Локомотив» (Полтава)
- 8 — «Супутник» (Полтава)
- 6 — «Олімпія» (Савинці)
- 5 — 4 клуби («Автомобіліст», «Вагонобудівник», «Велика Багачка», «Псел»)
- 3 — 3 клуби («Металург», «Локомотив» (Г), «Кремінь» (Кременчук))

- 2 — 6 клубів («Спартак», «Буревісник», «Мотор», «ЗемляК», «Нове Життя», ФК «Рокита»)
- 1 — 17 клубів